# Communauté de communes des Vosges Méridionales
La Communauté de communes des Vosges méridionales (CCVM) est une ancienne communauté de communes française, située dans l'extrême sud du département des Vosges et la région Grand Est, à la limite du département de la Haute-Saône.
Elle était comprise entre la Communauté de communes de la Porte des Hautes-Vosges, et la Communauté de communes du val de Semouse (en Haute-Saône).
Elle a fusionné le 1er janvier 2017 avec la communauté de communes de la Porte des Hautes-Vosges et la commune de Saint-Amé pour former la communauté de communes de la Porte des Vosges Méridionales selon le Schéma Départemental de Coopération Intercommunal arrêté le 29 mars 2016.  

## Histoire
La communauté de communes est créée le 1er janvier 1997 sous le nom de « Communauté de communes des Trois Rivières ». Son nom vient des trois cours d'eau qui la traversent :
- La Semouse (qui traverse la commune de Plombières-les-Bains, à Ruaux) ;
- L'Augronne (qui traverse le centre-ville de Plombières-les-Bains) ;
- La Combeauté (qui prend sa source au Girmont-Val-d'Ajol et traverse Le Val-d'Ajol).

En décembre 2009, la structure intercommunale change de nom et devient la « Communauté de communes des Vosges méridionales ».

## Composition
Elle était composée des 3 communes suivantes :
| Nom                   | Code Insee | Gentilé    | Superficie (km2) | Population (dernière pop. légale) | Densité (hab./km2) |
| --------------------- | ---------- | ---------- | ---------------- | --------------------------------- | ------------------ |
| Le Val-d'Ajol (siège) | 88487      | Ajolais    | 73,33            | 3 922 (2014)                      | 53                 |
| Girmont-Val-d'Ajol    | 88205      | Girmontois | 16,67            | 241 (2014)                        | 14                 |
| Plombières-les-Bains  | 88351      | Plombinois | 27,20            | 1 745 (2014)                      | 64                 |

## Compétences
Le groupement est compétent pour : 
- Action de développement économique (soutien des activités industrielles, commerciales ou de l'emploi, soutien des activités agricoles et forestières...) ;
- Action sociale ;
- Activités culturelles ou socioculturelles ;
- Activités sportives ;
- Collecte des déchets des ménages et déchets assimilés ;
- Construction ou aménagement, entretien, gestion d'équipements ou d'établissements culturels, socioculturels, socio-éducatifs, sportifs ;
- Création, aménagement, entretien de la voirie ;
- Création, aménagement, entretien et gestion de zone d'activités industrielle, commerciale, tertiaire, artisanale ou touristique ;
- Études et programmation ;
- Opération programmée d'amélioration de l'habitat (OPAH) ;
- Organisation des transports urbains ;
- Politique du cadre de vie ;
- Politique du logement non social ;
- Politique du logement social ;
- Protection et mise en valeur de l'environnement ;
- Tourisme ;
- Traitement des déchets des ménages et déchets assimilés.

## Administration
| Période                                  | Période  | Identité       | Étiquette | Qualité                               |
| ---------------------------------------- | -------- | -------------- | --------- | ------------------------------------- |
| Les données manquantes sont à compléter. |          |                |           |                                       |
| avril 2012                               | En cours | Étienne Curien |           | Conseiller municipal de Le Val-d'Ajol |